# Lissimas philipi
Lissimas philipi är en tvåvingeart som beskrevs av M. Josephine Mackerras 1964. Lissimas philipi ingår i släktet Lissimas och familjen bromsar. Inga underarter finns listade i Catalogue of Life.